# Carl Esser (Bildhauer)
Karl „Carl“ Maria Wilhelm Joseph Esser (* 23. Januar 1861 in Aachen; † 7. Februar 1929 ebenda) war ein deutscher Bildhauer des Historismus. Er führte von 1891 bis 1909 eine gemeinsame Bildhauerwerkstatt mit Wilhelm Pohl. Ihre Firmierung lautete: „Firma Pohl und Esser, Bildhaueratelier für christliche Kunst, Inhaber Wilhelm Pohl und Carl Esser.“

## Leben und Wirken
Carl Esser absolvierte die von Wilhelm Albermann 1871 gegründete „Gewerbliche Zeichenschule“ in Köln und war Schüler der Meisterklasse Modellieren. Seit 1880 arbeitete er in der Werkstatt von Wilhelm Pohl in Aachen und wurde ab 1891 Geschäftspartner. Nach dem Tod von Wilhelm Pohl im Jahr 1909 richtete sich Esser sein eigenes Atelier auf dem Adalbertsteinweg 199 unter der Firmierung „Bildhaueratelier für deutsche Kunst – Bildhauerei und Friedhofskunst“ ein.
Essers Skulpturen kennzeichnen die erste Schaffensperiode. Werke des Mittelalters, der Gotik und der Renaissance wurden von den beiden Bildhauern als Vorbild angewendet. Die künstlerische Interpretation ihrer Werke wurde bestimmt von den Restaurationsmaßnahmen des Kölner und Aachener Doms sowie des Aachener Rathauses. Bei letzterer waren sie mit 12 Skulpturen für die Rathaus-Fassade beteiligt. Die zweite Phase bestand zeitgemäß aus Grabanlagen ohne Statuen. Den einzelnen Skulpturen lag Bertel Thorvaldsens Christusfigur aus dem Jahr 1821 der Frauenkirche in Kopenhagen zu Grunde. Die Trauernde von Carl Esser bildete die dritte Phase. Carl Esser rezipierte die griechische Klassik. Sein eigenes Stilmittel war eine schlichte Reduktion der Formensprache.
Im Grabschmuck Katalog von 1919 der Kunstanstalt der Württembergischen Metallwarenfabrik in Geislingen an der Steige (WMF) war seine Auferstehung als Grabrelief Nr. 10309 aufgelistet. Eines seiner profanen Werke war das Seestück mit Wasservögeln, Krustentieren und Fischen. Dieses drei Meter hohe Relief im Jugendstil erstellte Esser nach einer Skizze von Ernst Moritz Geyger. Es wurde 1907 bei WMF galvanisiert.
Carl Esser starb 1929 wenige Tage nach seinem 68. Geburtstag im damaligen Aachener Krankenhaus Forst.

## Werke

### Carl Esser
- 1919 Christuskorpus in Vierernagelung mit Dornenkrone und zum Himmel gerichtetem Blick.[3] Dieses Werk wurde als Galvanoplastik ausgeführt.
- 1919 Auferstehungsrelief[4] Galvanoplastik
- 1919 Christuskorpus-Medaillon mit Dornenkrone[5] Galvanoplastik
- 1919 Grabmonument einer Trauernden mit Palmzweig stehend vor dem Sockel eines Kreuzes mit Christuskopf-Medaillon.[6] Galvanoplastik
- 1919 sieben Christuskorpi, Dreiernagelung, Dornenkrone[7] Galvanoplastik

Ostfriedhof in Aachen
- 1909 Monumentaler Grabstein mit Relief. Dies zeigt den Einblick in eine Werkstatt, in der sich ein Konstrukteur bei der Arbeit befindet, Familie Hemmer (Maschinenfabrik).
- 1913 Trauernde, Hans Hammers (geb.1913 Aachen, Gerichtsreferendar in Emmendingen).
- 1916 Grabbau. Architektur mit Marienskulptur, Familie Joseph Hubert Lingens (Nadelfabrikant).
- 1919 dreiteilige Grabanlage mit Gekreuzigtem (Vierernagelung, Piedestal), zwei Relief-Porträts der Verstorbenen (Ann.: in der Gießerei angefertigt), Familie Jacob Küchen (Metallgießerei).
- 1929 Hochkreuz auf Sockel, Professor Peter Polis (Leiter des von seinem Vater 1900 gestifteten Meteorologischen Observatoriums Aachen auf dem Wingertsberg zur Wetterbeobachtung und wissenschaftlichen Forschung).

Heißbergfriedhof in Burtscheid
- 1916 dreiteiliges Grabmal mit Jugendstil Stele. Kreuzrelief aus schwarzen Granit und Kalkstein Einfriedung. Familie Gerhard Sauren.
- 1917 dreiteiliges Grabmal (niedrige Stele mit Segmentbogen, polierter schwarzer Granit), Familie Rudolf Arndt.

### Wilhelm Pohl und Carl Esser

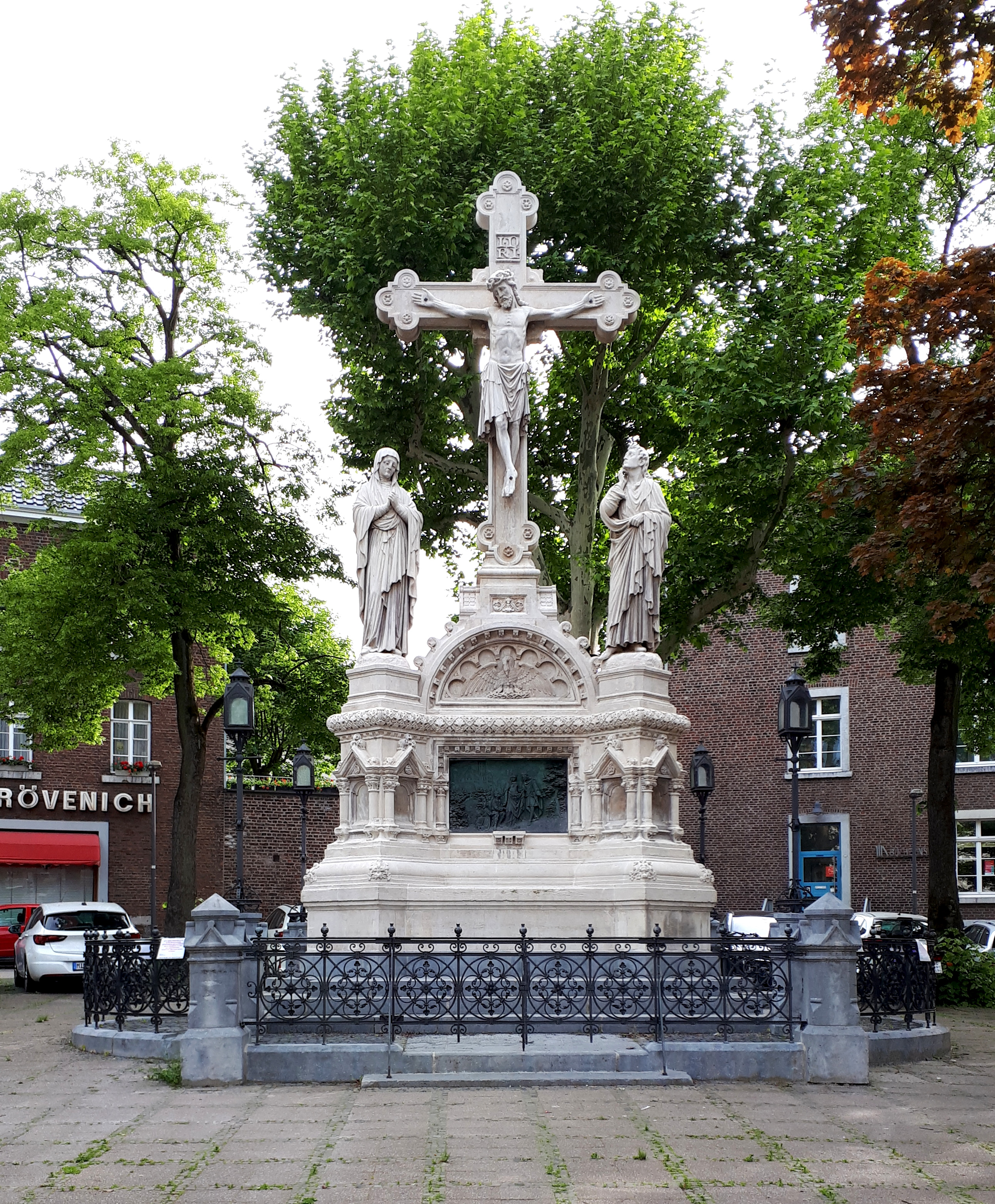
Denkmal auf dem Grundstück der ehemaligen Kirche Kalvarienberg von W. Pohl und C. Esser, 1893.

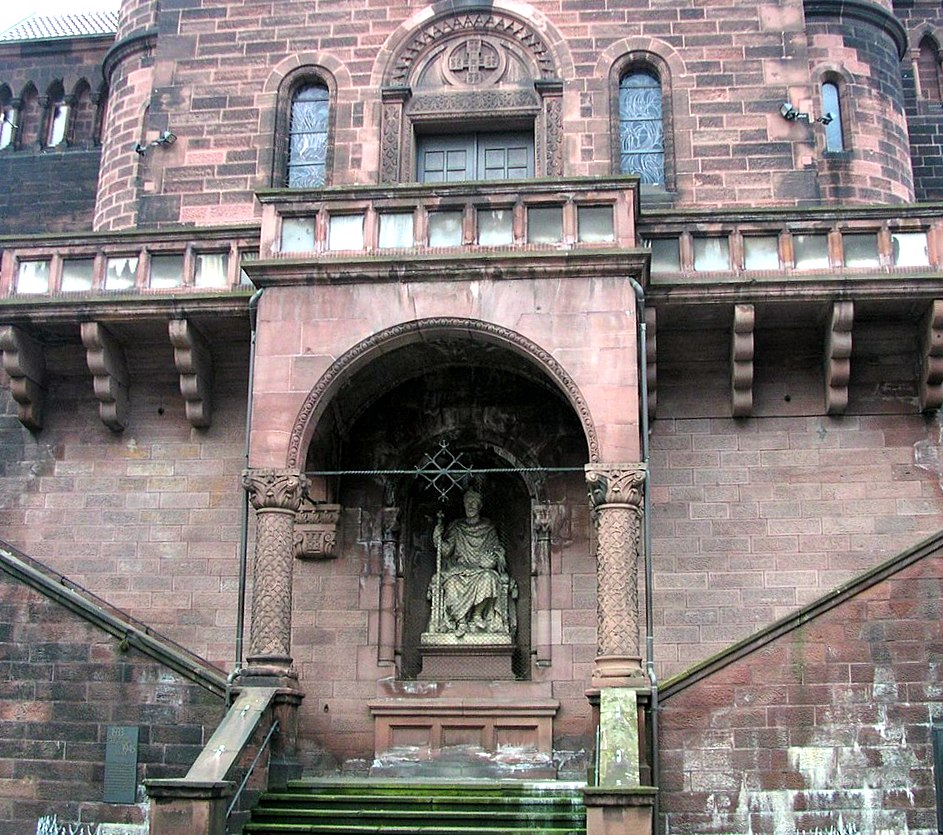
Denkmal Kaiser Heinrichs II. an der Adalbertskirche von W. Pohl und C. Esser

- 1881 Karl der Große und Kaiser Wilhelm, Monumentalskulpturen, Hauptpost, Aachen
- 1883(?) Alkuin, Einhard, Benedikt von Aniane, Wilibald von Stablo unter gekuppelten Baldachinen an den zwei Streben des Laubengangs der Außenfront der Aachener Rathausrückseite[8]
- 1893 Kalvarienberg vor St. Jakob in Aachen. Eine Fotografie des Modells bewahrt das Stadtarchiv Aachen auf. Relief: Wunder der hl. Elisabeth
- 1899 Heinrich II. Entwurf, 1900 Ausführung mit Lanze und St. Adalberts Kirchenmodell, Statue an der Aachener Nord-Rathausfassade im Obergeschoss v. d. 3. Pfeilerpaar die r. Figur
- 1900 Karl IV. Entwurf, 1901 Ausführung, Untergeschoss, 2. Pfeilerpaar, lk. Statue
- 1900 Sigismund Entwurf, 1901 Ausführung, dritte Pfeilerpaar, r.Statue
- 1900 Maximilian I. Entwurf, 1901 Ausführung, UG, zweites Pfeilerpaar, r.Statue
- 1900 Karl V. Entwurf, 1901 Ausführung, drittes Pfeilerpaar, lk.Statue
- um 1900 mehrere Skulpturen im Campo Santo auf dem Aachener Westfriedhof
- 1899/1900 fünf Königs-Statuen, Fassade des Aachener Rathauses nach eigenen Entwürfen (s. o.); sieben nach den Modellen von Christian Mohr, Bildhauer in Köln. (Konrad II., Heinrich III., Friedrich der Schöne, Maximilian II., Matthias, Joseph I., Karl VI.).
- 1903 Monumentale Sitzfigur Heinrichs II., des Kirchenstifters von St. Adalbert in Aachen, mit Blick auf die kleine Adalbertstraße und den Adalbertsberg.

Ostfriedhof in Aachen
- 1899 dreiteilige Grabanlage mit Christusskulptur nach Thorvaldsen, Familie Felix Ney (Seifen-Fabrikant).
- um 1900 Hochkreuz auf Sockel, Grabmal aus rotem Granit, Familie Johann Joseph Steffens.
- 1900–1902 Reliefplatte der Grabanlage Ernest Victor Hubert Berger sive Schippers. Die Steinmetzarbeiten stammen von Johannes Baecker nach einem Entwurf von Stadtbaumeister Joseph Laurent (1853–1923).

Heißbergfriedhof in Burtscheid
- 1899 dreiteiliges Ädikula Grabmal, Familie Sanitätsrat Dr. Carl Hommelsheim.
- 1902 dreiteiliges Grabmal, Kreuz mit Bronzekorpus (polierter schwarzer Granit, Blaustein mit schwarzen Granit als Einfriedung), Familie Heinrich Neuhausen.
- 1904 dreiteilige Ädikula Grabanlage mit einem sitzenden trauernden Engel, Johann Oscar Erckens.
- 1907 Kreuz mit Bronzekorpus auf Hochsockel (polierter schwazer Granit, Kalkstein Einfriedung), Mathilde Fuss, Maria Vornachten, Michael und Adele Kermes.